# Jochem Dobber
Jochem Dobber (ur. 8 lipca 1997) – holenderski lekkoatleta, sprinter, wicemistrz olimpijski z Tokio, halowy mistrz Europy, medalista halowych mistrzostw świata.

## Przebieg kariery
W pierwszych latach kariery startował w lekkoatletycznych zawodach rozgrywanych głównie na terytorium Holandii, okazyjnie występował w zmaganiach rozgrywanych w Belgii. W 2013 wystąpił na letnim olimpijskim festiwalu młodzieży Europy i zdobył brązowy medal w konkurencji sztafety 4 × 100 m, a trzy lata później uczestniczył w juniorskich mistrzostwach świata, na których wystąpił w konkurencji biegu na 400 m i odpadł w fazie półfinałowej. W 2021 roku otrzymał złoty medal halowych mistrzostw Europy w konkurencji biegu sztafet 4 × 400 m, holenderska sztafeta z jego udziałem uzyskała w finale czas 3:06,06 i nim ustanowiła nowy rekord kraju.
Podczas letnich igrzysk olimpijskich w Tokio brał udział w trzech konkurencjach. W konkurencji biegu na 400 m uzyskał czas 45,48 i zajął 6. pozycję w półfinale, w konkurencji sztafety 4 × 400 m otrzymał srebrny medal olimpijski (choć wystąpił jedynie w eliminacjach, gdzie sztafeta z udziałem Dobbera uzyskała w eliminacjach rezultat 2:59,06), natomiast jego starty w konkurencji sztafety mieszanej 4 × 400 m również ograniczyły się do występu w eliminacjach (holenderski zespół z jego udziałem uzyskał czas 2:59,06 w fazie eliminacyjnej, a w finale uplasował się ostatecznie na 5. pozycji).
W 2022 wywalczył brązowy medal halowych mistrzostw globu w konkurencji sztafety 4 × 400 m, również pomimo faktu, że występował jedynie w eliminacjach. Brał udział w mistrzostwach Europy w Monachium – w konkurencji biegu na 400 m zajął 7. pozycję w eliminacjach i odpadł z dalszej rywalizacji, natomiast w biegu sztafet 4 × 400 m holenderska ekipa zajęła 5. pozycję.
W 2020 został mistrzem kraju w konkurencji biegu na 400 m.

## Osiągnięcia
| Rok     | Zawody                                     | Miasto      | Miejsce | Konkurencja             | Wynik   |
| ------- | ------------------------------------------ | ----------- | ------- | ----------------------- | ------- |
| 2013    | Letni olimpijski festiwal młodzieży Europy | Utrecht     | 7.      | bieg na 200 m           | 22,40   |
| 2013    | Letni olimpijski festiwal młodzieży Europy | Utrecht     | 3.      | sztafeta 4 × 100 m      | 42,67   |
| 2016    | Mistrzostwa świata juniorów                | Bydgoszcz   | 4. SF   | bieg na 400 m           | 47,22   |
| 2019    | IAAF World Relays                          | Jokohama    | 5. F2   | sztafeta 4 × 400 m      | 3:05,15 |
| 2019    | Drużynowe mistrzostwa Europy (I liga)      | Sandnes     | DNS     | sztafeta 4 × 400 m      | N/A     |
| 2021    | Halowe mistrzostwa Europy                  | Toruń       | 5.      | bieg na 400 m           | 46,82   |
| 2021    | Halowe mistrzostwa Europy                  | Toruń       | 1.      | sztafeta 4 × 400 m      | 3:06,06 |
| 2021    | World Athletics Relays                     | Chorzów     | 1.      | sztafeta 4 × 400 m      | 3:03,45 |
| 2021    | Drużynowe mistrzostwa Europy (I liga)      | Kluż-Napoka | 1.      | bieg na 400 m           | 45,40   |
| 2021    | Letnie igrzyska olimpijskie                | Tokio       | 6. SF   | bieg na 400 m           | 45,48   |
| 2021    | Letnie igrzyska olimpijskie                | Tokio       | 2.      | sztafeta 4 × 400 m      | 2:57,18 |
| 2021    | Letnie igrzyska olimpijskie                | Tokio       | 4.      | szt. mieszana 4 × 400 m | 3:10,36 |
| 2022    | Halowe mistrzostwa świata                  | Belgrad     | 3.      | sztafeta 4 × 400 m      | 3:06,90 |
| 2022    | Mistrzostwa Europy                         | Monachium   | 7. H    | bieg na 400 m           | 46,36   |
| 2022    | Mistrzostwa Europy                         | Monachium   | 5.      | sztafeta 4 × 400 m      | 3:01,34 |
| Źródło: |                                            |             |         |                         |         |

## Rekordy życiowe
(stan na 28 kwietnia 2023)
- bieg na 100 m – 10,67 (24 maja 2021, Tilburg)
- bieg na 200 m – 20,90 (24 maja 2021, Tilburg)
- bieg na 400 m – 45,07 (27 czerwca 2021, Breda)
- sztafeta 4 × 100 m – 42,19 (18 lipca 2013, Utrecht)
- sztafeta 4 × 400 m – 2:59,06 (6 sierpnia 2021, Tokio)
- sztafeta mieszana 4 × 400 m – 3:10,69 (30 lipca 2021, Tokio)

Halowe
- bieg na 60 m – 7,04 (29 stycznia 2022, Apeldoorn)
- bieg na 200 m – 21,59 (30 stycznia 2021, Wiedeń)
- bieg na 400 m – 46,51 (21 lutego 2021, Apeldoorn)
- sztafeta 4 × 400 m – 3:06,06 (7 marca 2021, Toruń)

Źródło: 